# زكي محمد المهندس
زكي محمد المهندس ، (1887 - 1976) أحد رجال الرعيل الأول الذي أسهم في وضع أسس جديدة للتربية والتعليم منذ سنة 1925م، حين بدأت نهضة تعليمية كبيرة على أثر حصول مصر على استقلالها.

## عن حياته
تخرج الأستاذ زكي المهندس في دار العلوم سنة 1910م، وسافر في بعثة إلى إنجلترا حيث أتم دراسته في جامعة ريدنج، ونال (دبلومًا) في التربية والأدب وشهادة تخصص في علم النفس. بعد عودته إلى وطنه عمل مدرسًا بالمدارس الثانوية، ثم اختير مدرسًا للتربية بدار العلوم ثم مفتشًا للغة العربية.
لما نظمت الدراسة في دار العلوم على الأساس الجامعي كان من أوائل الأساتذة الذين استدعوا إلى التدريس بها أستاذًا لكرسي التربية والفلسفة، وظل كذلك حتى اختير وكيلاً لدار العلوم ثم عميدًا لها عام 1945م. وفي هذه الأثناء ضمت دار العلوم إلى الجامعة فأصبحت إحدى كلياتها، فساهم الأستاذ زكي المهندس في تحويل نظامها المدرسي إلى نظام جامعي، وشغل كرسي البلاغة والنقد، وظل عميدًا لها حتى أحيل على المعاش سنة 1947م.
في حركة النهضة التعليمية التي بدأها علي ماهر كان الأستاذ زكي المهندس من الذين شاركوا فيها بجهد التأليف، كما شارك بجهد التعليم، فقد ألَّف وترجم وراجع عددًا من الكتب المدرسية التي كان لها في تلك الفترة أثر محسوس في نقل العقلية المصرية والبيئة المدرسية من حالة إلى حالة. 

## أشهر الكتب التي شارك فيها
- تهذيب البنين.
- أخلاق الفتى.
- النحو المصور.
- رجل القرن العشرين.
- أحلام اليقظة.
- المراهقة.
- رسالة المعلم.

## أهم مؤلفاته
- كتاب (التربية العملية).
- تاريخ التربية في القرنين السابع عشر والثامن عشر.
- إلى المجد.

وله بحوث ومقالات نشرت بالصحف والمجلات العربية المختلفة.
ومما يذكره الدكتور محمد مهدي علام أن أستاذه زكي المهندس كان من أعظم الأساتذة المشجعين لحركة الطلاب التي قامت بإشعال ثورة سنة 1919م، قد ذكر سيادته بعض تفاصيل ذلك في تأبينه له. (مجلة المجمع ج 38).

## نشاطه المجمعي
اختير عضوًا بمجمع اللغة العربية سنة 1946م، ضمن عشرة أعضاء مصريين صدر مرسوم ملكي بتعيينهم، وشارك في كثير من أعماله؛ فمن اللجان التي اشترك فيها، لجنة اللهجات وهو مقرر لها، ولجنة الأصول، ولجنة الأدب، ولجنة تيسير الكتابة، ولجنة العلوم الفلسفية والاجتماعية، ولجنة العلوم الرياضية والهندسية، ولجنة نشر التراث القديم.
أشرف على المجلة بعد وفاة الأستاذ علي الجارم حتى العدد الثاني والعشرين، كما شارك في النواحي الإدارية بالمجمع، فكان عضو اللجنة الإدارية فترة طويلة، وانتخب سنة 1964م نائبًا لرئيس المجمع، وظل في منصبه حتى وفاته سنة 1976م. من بحوثه المجمعية أنه قدَّم تقريرًا عن مقترح تيسير الكتابة للأستاذ خالد عبد المجيد الشباسي، كما قدم تقريرًا آخر عن المقترح المقدم من الأستاذ عبد الرحمن خان. (د 19 جلسة 4 للمؤتمر).
قدم مذكرة للمجلس عن صيغة متفاعل. (د27 جلسة 26).
كانت له كلمة افتتاحية لكل جلسة تأبين أو استقبال منذ توليه منصب نائب رئيس المجمع. قال عنه مؤلف هذا الكتاب يوم تأبينه - محمد مهدي علام - :
«سينقضي وقت طويل – طويل جدًّا – قبل أن تجد مصر من أبنائها شخصية تجمع كل هذه السمات، وتخلّف كل هذه الآثار. أستودع الله أستاذًا وصديقًا وزميلاً ملأ صوته قاعة المجمع علمًا وثقافة وعفة لفظ». (مجلة المجمع ج 38).